# Xingsheng (sockenhuvudort i Kina, Ningxia Huizu Zizhiqu, lat 35,45, long 106,33)
Xingsheng är en sockenhuvudort i Kina. Den ligger i den autonoma regionen Ningxia, i den nordvästra delen av landet, omkring 340 kilometer söder om regionhuvudstaden Yinchuan. Antalet invånare är 8 486. Befolkningen består av 4 274 kvinnor och 4 212 män. Barn under 15 år utgör 31 %, vuxna 15-64 år 60 %, och äldre över 65 år 7,0 %.
Runt Xingsheng är det ganska tätbefolkat, med 207 invånare per kvadratkilometer. Xingsheng är det största samhället i trakten. I omgivningarna runt Xingsheng växer i huvudsak blandskog.
Genomsnittlig årsnederbörd är 737 millimeter. Den regnigaste månaden är juli, med i genomsnitt 153 mm nederbörd, och den torraste är december, med 2 mm nederbörd.